# Betina González
Betina González (Villa Ballester, 1972) es una escritora argentina, primera mujer en ganar el Premio Tusquets de Novela.

## Biografía
Nacida en Villa Ballester, en el Gran Buenos Aires, estudió Comunicación Social en la universidad de la capital argentina, donde más tarde trabajaría como profesora e investigadora.
Comenzó a escribir metódicamente en la segunda mitad de los noventa, a los 24 años, principalmente cuentos que fueron apareciendo en diversas revistas. Con su primera recopilación (4 relatos y una novela breve), Juegos de playa, ganaría en 2006 el segundo premio del Fondo Nacional de las Artes; el libro sería publicado dos años más tarde. 
En 2003, se trasladó a Texas para obtener una maestría en escritura creativa, en la Universidad de El Paso. 
Su primera novela, Arte menor, salió en 2006, el mismo año que terminó su maestría. El libro —la historia detectivesca de una hija en busca de la memoria de la figura esquiva de su padre muerto— ganó el Premio Clarín y se convirtió en uno de los superventas argentinos de ese año. Rosa Montero definió la novela como “fascinante, de gran calidad literaria, un juego de magia". Eduardo Belgrano Rawson, otro de los miembros del jurado junto con Montero y José Saramago, la caracterizó como una historia detectivesca escrita con humor e inteligencia sobre una hija decidida a resolver el misterio de su padre. José Saramago consideró que la autora había demostrado, a través de su sentido de la proporción y el equilibrio, un dominio real de un género tan complejo como la novela. "De esta novela se puede decir que sólo su título es arte menor. Lo que viene después del título es arte mayor", señaló el premio Nobel portugués.
Ese año, después de terminar sus estudios en El Paso, Betina se mudó a Pittsburgh, Pensilvania, donde hizo un doctorado en literatura latinoamericana. Regresó a Argentina en febrero de 2012.
El reconocimiento internacional le llegó el mismo año de su retorno al ganar el Premio Tusquets con Las poseídas, “novela de iniciación” escrita en Pittsburgh sobre la “pérdida de la inocencia”, cuando un grupo de chicas “descubren con horror lo que había ocurrido en el país”, los crímenes de la Junta Militar. Sobre este libro, escrito en primera persona, que "mezcla el género gótico y policial para describir el mundo cerrado de dos amigas atormentadas y e inadaptadas en un colegio religioso del norte de Buenos Aires", González explica: “Aquellos años marcaron a mi generación, pero no es una novela sobre la dictadura. Esta es el trasfondo y es la que le da al libro esa atmósfera de sombra y oscuridad [...] “La dictadura es un pasado que no se acaba. Estoy segura de que nuevas generaciones volverán a ella”.
Betina González enseña en la Universidad de Buenos Aires.

## Obras
- Arte menor, novela, Clarín-Alfaguara, Buenos Aires, 2006, ISBN 950-782-945-8
- Juegos de playa, 4 cuentos más una novela corta que da título al libro, explorando los miedos y las fantasías de una niña durante la guerra de Malvinas de 1982 entre la dictadura argentina y el Reino Unido; Clarín-Alfaguara, Buenos Aires, 2008[7]
- Las poseídas, novela, Tusquets, 2013
- Conspiraciones de esclavos y animales fabulosos. Seis ensayos sobre literatura y crítica moral en el siglo XIX latinoamericano, (originalmente, La conspiración de la forma) Instituto Internacional de Literatura Iberoamericana/Universidad de Pittsburgh, 2016
- América alucinada, novela, Tusquets, 2016
- El amor es una catástrofe natural, cuentos, Tusquets, 2018
- La obligación de ser genial, ensayo, Gog & Magog, 2021
- Olimpia, novela, Tusquets, 2021
- La aventura sobrenatural, Seix Barral, 2023

Literatura infantil
- Feria de fenómenos o El libro de los niños extraordinarios, Fondo de Cultura Económica, 2023. Ilustraciones de Maxi Amici
- Niña vampiro quiere conquistar la Noche, Leetra, 2024. Ilustrado por Mariana Ruiz Johnson

## Premios
- Premio Clarín 2006 por Arte menor
- Segundo premio del Fondo Nacional de las Artes 2006 con Juegos de playa
- Premio Lozano de la Universidad de Pittsburgh por La conspiración de la forma, investigación sobre textos menores del siglo XIX latinoamericano;[1] sería publicado en 2016 bajo el título de Conspiraciones de esclavos y animales fabulosos. Seis ensayos sobre literatura y crítica moral en siglo XIX latinoamericano (Instituto Internacional de Literatura Iberoamericana/Universidad de Pittsburgh)
- Premio Tusquets de Novela 2012 por Las poseídas